# Knäppcistikola
Knäppcistikola (Cisticola ayresii) är en fågel i familjen cistikolor inom ordningen tättingar. Den förekommer i gräs- och våtmarker i centrala och södra Afrika.

## Utseende och läte
Knäppcistikolan är en mycket liten och streckad brun cistikola med kort stjärt, dock längre utanför häckningstid. Den är mycket lik andra små och kortsjärtade cistikolor, framför allt i vinterdräkt, men skiljer sig på sången som utförs i spelflykt: visslade toner uppblandade med ett knäppande ljud från vingarna (därav namnet). 

## Utbredning och systematik
Knäppcistikola förekommer i delar av centrala och södra Afrika. Den delas in i två grupper med sex underarter med följande utbredning:
- Cisticola ayresii gabun – Gabon till Kongo-Brazzaville och nordvästra Kongo-Kinshasa
- ayresii-gruppen
  - Cisticola ayresii imatong – sydöstra Sydsudan (Imatong Mountains)
  - Cisticola ayresii entebbe – ostligaste Kongo-Kinshasa till Rwanda, Uganda, nordvästra Tanzania och västra Kenya
  - Cisticola ayresii itombwensis – bergstrakter nordost om Tanganyikasjön
  - Cisticola ayresii mauensis – höglänta områden i Kenya
  - Cisticola ayresii ayresii – södra Tanzania till sydöstra Kongo-Kinshasa, östra Zambia, Moçambique och Sydafrika

### Familjetillhörighet
Cistikolorna behandlades tidigare som en del av den stora familjen sångare (Sylviidae). Genetiska studier har dock visat att sångarna inte är varandras närmaste släktingar. Istället är de en del av en klad som även omfattar timalior, lärkor, bulbyler, stjärtmesar och svalor. Idag delas därför Sylviidae upp i ett antal familjer, däribland Cisticolidae.

## Levnadssätt
Knäppcistikola hittas i gräs- och våtmarker. Vanligen syns den endast under spelflykten. 

## Status och hot
Arten har ett stort utbredningsområde, men tros minska i antal, dock inte tillräckligt kraftigt för att den ska betraktas som hotad. Internationella naturvårdsunionen IUCN listar arten som livskraftig (LC).

## Namn
Fågelns vetenskapliga artnamn hedrar Thomas Ayres (1828-1913), engelsk naturforskare, bryggare, jägare och samlare av specimen bosatt i Sydafrika 1850-1913.

## Bildgalleri

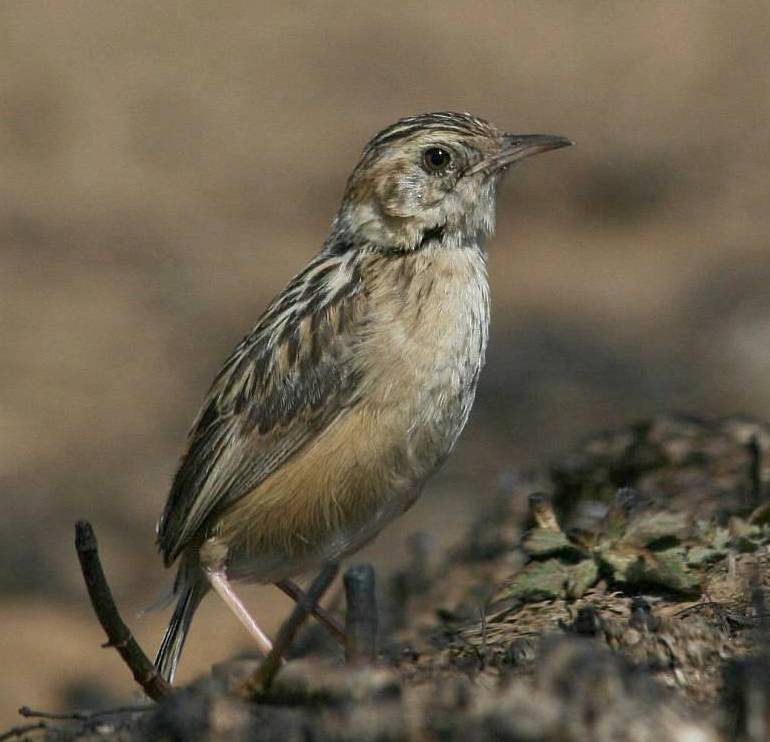